# The Advocate
 (novembre 2022).
Si vous disposez d'ouvrages ou d'articles de référence ou si vous connaissez des sites web de qualité traitant du thème abordé ici, merci de compléter l'article en donnant les références utiles à sa vérifiabilité et en les liant à la section « Notes et références ».
Pour les articles homonymes, voir The Advocate (homonymie).
The Advocate est un magazine national LGBT à publication bimensuelle aux États-Unis. Son premier numéro remonte à l'année 1967, publié sous forme de lettre d'information locale à Los Angeles, et est le plus vieux magazine homosexuel américain encore en vente.
Le site internet du magazine met à disposition gratuite environ 30 % du contenu de l'édition papier, et est mis à jour quotidiennement.
David B. Goodstein est l'éditeur historique du magazine.